# Diethard Rüter

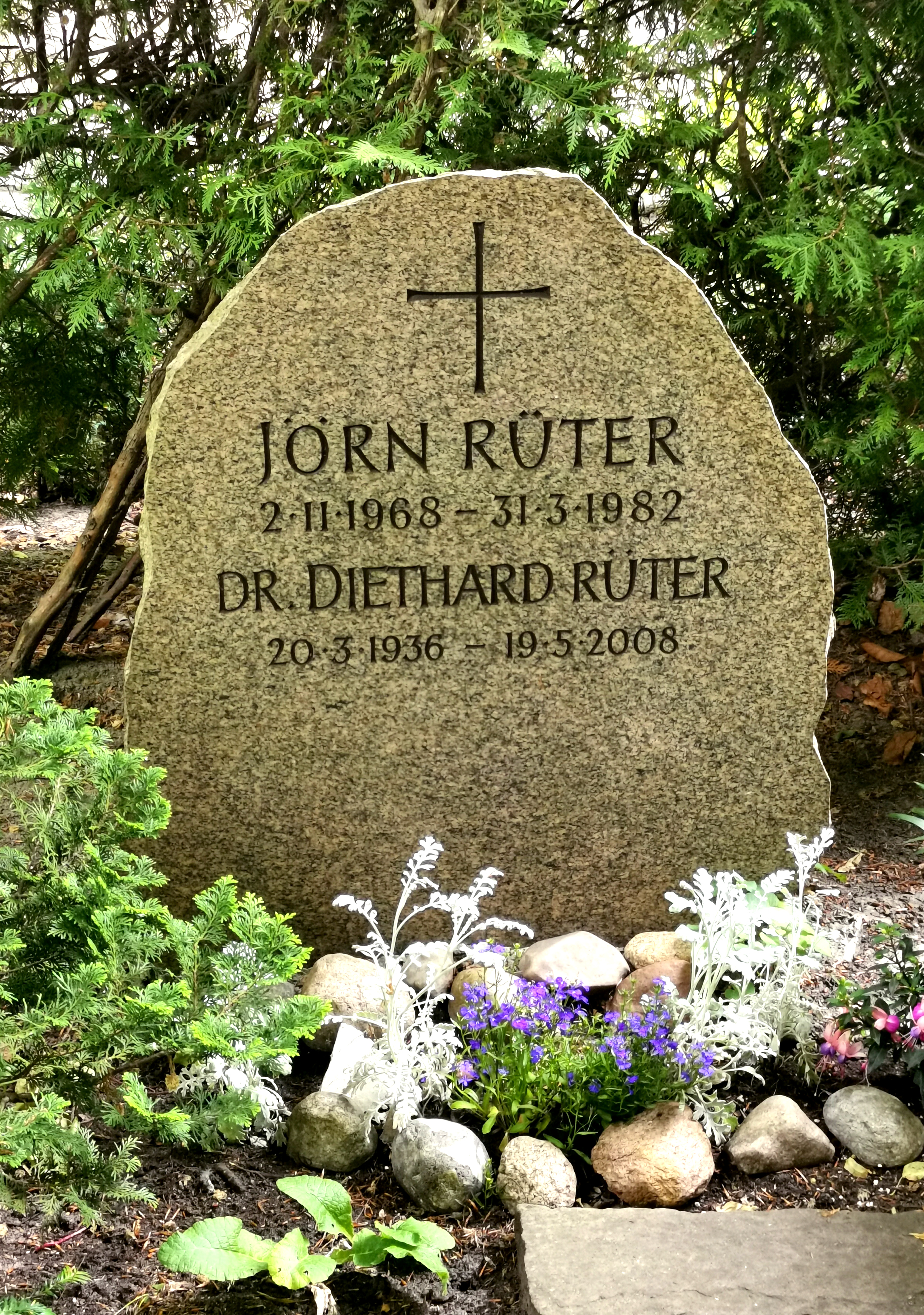
Grabstelle auf dem Friedhof Berlin-Lübars, Zabel-Krüger-Damm

Diethard Rüter (* 20. März 1936 in Dorsten; † 19. Mai 2008 in Berlin) war ein deutscher Politiker (SPD).
Diethard Rüter war ein Sohn eines Volksschulrektors und besuchte das Gymnasium Petrinum Dorsten, das er 1955 mit dem Abitur abschloss. Er machte zunächst eine Ausbildung als Dolmetscher für Englisch. Anschließend studierte er an den Universitäten München und Münster Rechtswissenschaften und Betriebswirtschaftslehre. 1961 machte er das 1. juristische Staatsexamen in Hamm und 1966 das 2. Staatsexamen in Berlin. Bereits 1965 trat er der SPD bei. Rüter arbeitete als Rechtsanwalt und legte 1969 die Promotion als Dr. jur. in Münster ab. Er wurde 1971 Verwaltungsleiter am Fachbereich Rechtswissenschaft der Freien Universität Berlin (FUB), im selben Jahr wurde er auch bei der Berliner Wahl 1971 in die Bezirksverordnetenversammlung (BVV) im Bezirk Reinickendorf gewählt.
Bei der Wahl 1979 wurde Rüter in das Abgeordnetenhaus von Berlin gewählt. Bei der folgenden Wahl 1981 wurde er zunächst nicht gewählt, rückte aber bereits im Juli 1981 nach, da Konrad Porzner Staatssekretär in der Bundesregierung wurde. Nach der Wahl 1989 wurde Rüter von der BVV Reinickendorf zum Bezirksstadtrat für Volksbildung und später für Bau- und Wohnungswesen gewählt. 1999 schied er aus.
Rüter war von 2003 bis zu seinem Tode Vorsitzender des Volksbunds Deutsche Kriegsgräberfürsorge, Landesverband Berlin.

## Werke
- Zur Frage der Anerkennung und Vollstreckung ausländischer kartellprivatrechtlicher Entscheidungen in den USA und in Deutschland, Münster 1970 (Diss.).